# Hurikán Bill (2009)
Hurikán Bill byl 3. cyklónou Atlantické hurikánové sezóny 2009 a druhou srpnovou bouří. Dosáhl 4. kategorie z pětistupňové Saffirovy–Simpsonovy stupnice hurikánů. Při svém postupu naštěstí téměř nezasáhl hustě osídlené oblasti, takže navzdory své značné síle nezpůsobil tak rozsáhlé škody jako např. Hurikán Ike, který v roce 2008 zpustošil pobřeží Mexického zálivu, ačkoliv se v něm vyskytoval obdobně silný vítr.

## Postup
Bill se zrodil z tropické vlny, která se 12. srpna přesunula z Afriky nad Atlantik. 13. srpna se z ní vytvořila tlaková níže. Při svém postupu na západ se níže prohlubovala, a tak 15. srpna ohlásilo NHC, že se vytvořila tropická deprese. Ještě v ten samý den níže zesílila, stala se z ní tropická bouře a dostala jméno Bill. Při svém postupu na západoseverozápad bouře dále sílila a 17. srpna se z ní stal hurikán 1. kategorie. Dne 18. srpna v ranních hodinách SEČ Bill zesílil na hurikán 2. kategorie a postupně stáčel svůj směr postupu k severozápadu. Další den Bill zesílil na Hurikán 3. kategorie a během dalších několika hodin na hurikán 4. kategorie. V této době byl Bill na vrcholu svých sil. Rychlost větru se v něm pohybovala kolem 215 km/h. V těchto chvílích také svým okrajem ovlivňoval počasí na Malých Antilách. 20. srpna Bill zeslábl zpět na hurikán 3. kategorie a postupoval dále na severozápad. Následující den ve večerních hodinách (SEČ) zeslábl na hurikán 2. kategorie a začal ovlivňovat Bermudy. Při postupu dále na sever Bill zeslábl 22. srpna na hurikán 1. kategorie. Postupně se jeho dráha začala stáčet severovýchodním směrem a během 23. a 24. května ovlivňoval počasí v Novém Skotsku a na Newfoundlandu. Ještě 24. srpna Bill zeslábl na „tropickou“ bouři a stal se běžnou tlakovou níží mírného pásma. V dalších dnech tato níže postupovala dále na východ, až dorazila nad Velkou Británii.

## Obrázky

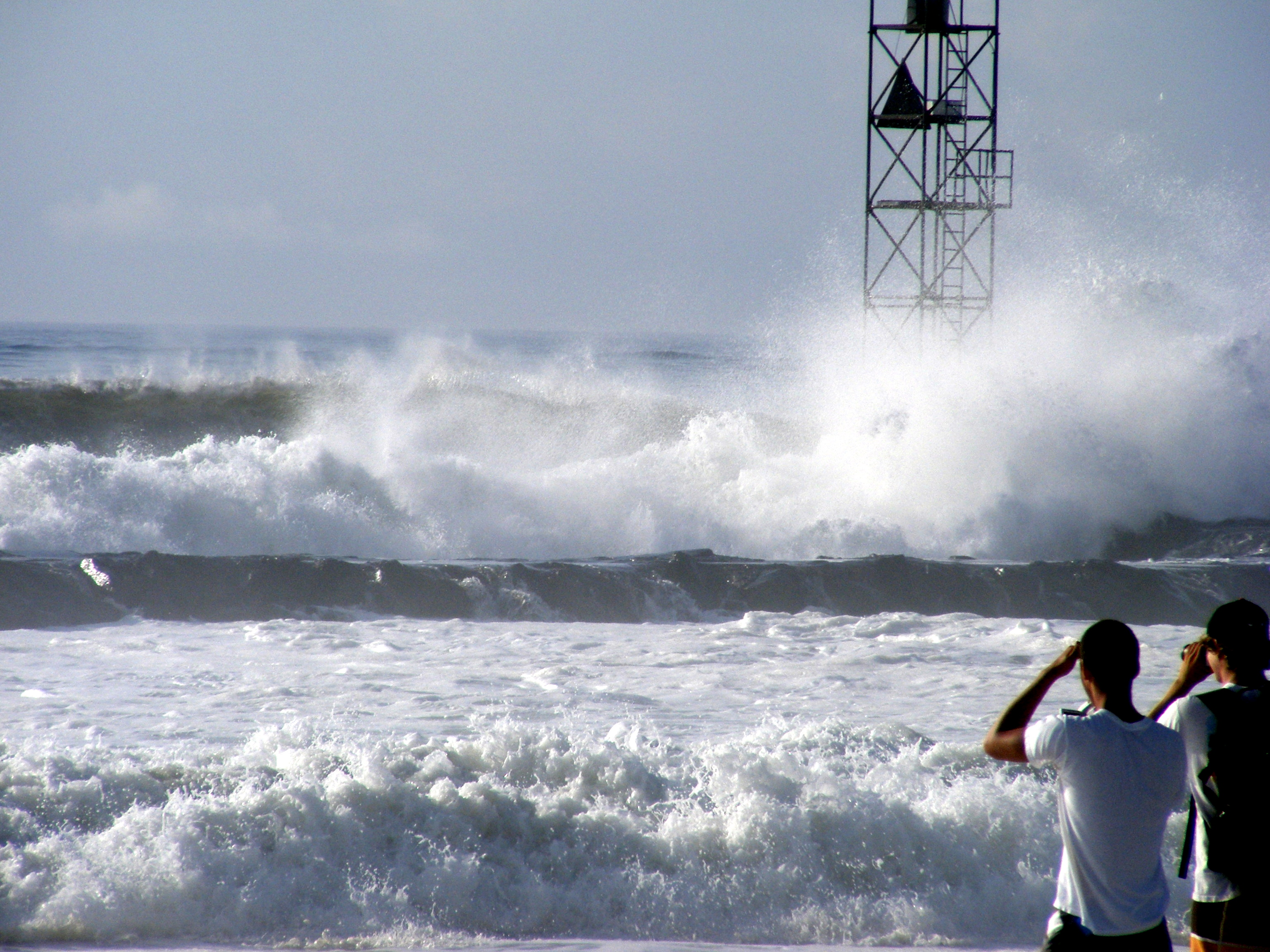
Vlny způsobené huriánem Bill na pobřeží New Jersey

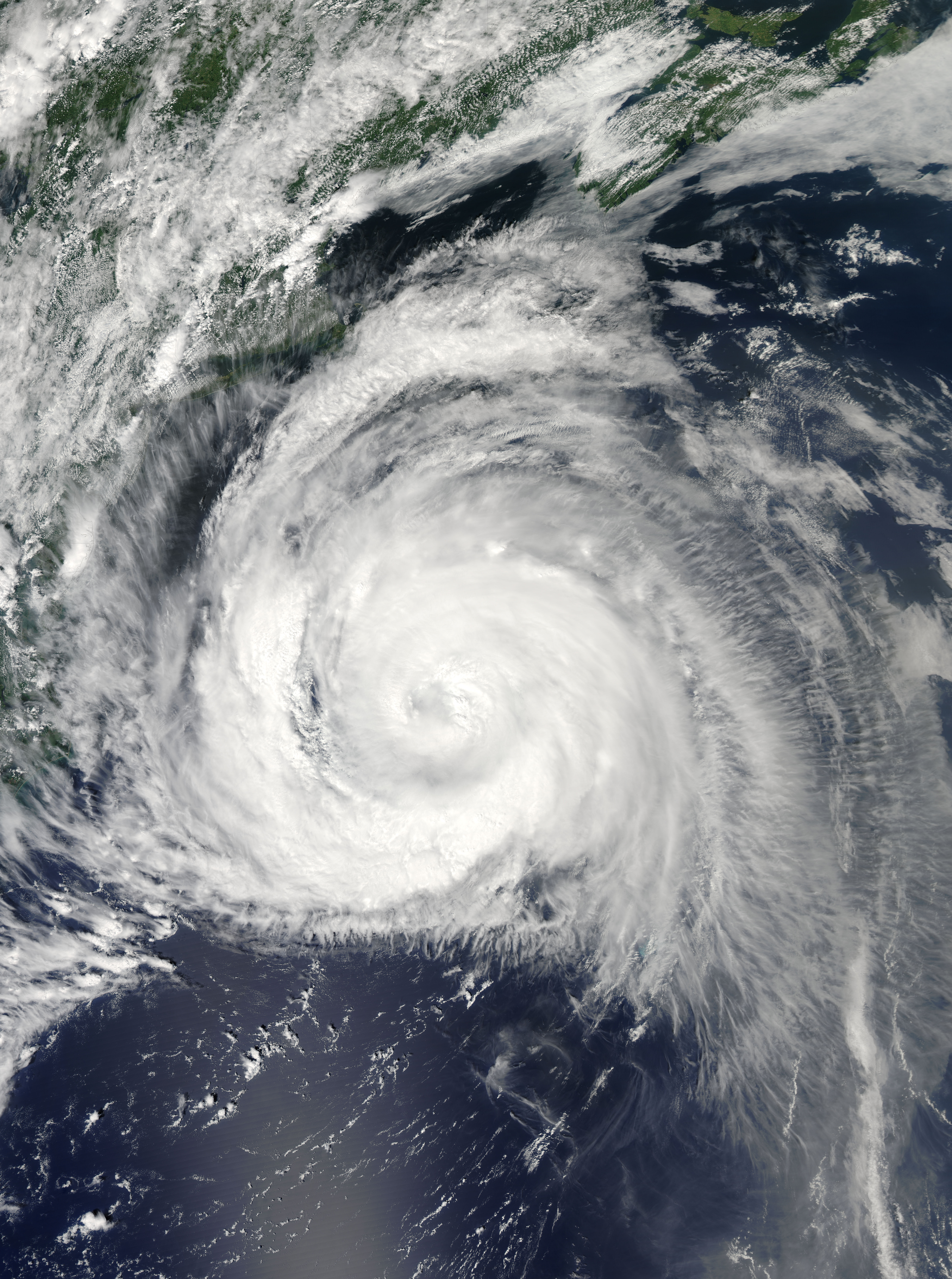
Hurikán Bill u pobřeží USA